# 41. Kongress der Vereinigten Staaten
Der 41. Kongress der Vereinigten Staaten, bestehend aus dem Repräsentantenhaus und dem Senat, war die Legislative der Vereinigten Staaten. Seine Legislaturperiode dauerte vom 4. März 1869 bis zum 4. März 1871. Alle Abgeordneten des Repräsentantenhauses sowie ein Drittel der Senatoren (Klasse I) waren im Jahr 1868 bei den Kongresswahlen gewählt worden. Dabei ergab sich in beiden Kammern eine Mehrheit für die Republikanische Partei. Der Demokratischen Partei blieb nur die Rolle in der Opposition. Der Kongress tagte in der amerikanischen Bundeshauptstadt Washington, D.C. Präsident war der Republikaner Ulysses S. Grant. Die Vereinigten Staaten bestanden damals eigentlich aus 37 Bundesstaaten. Zum Zeitpunkt der Wahl waren aber vier ehemaligen Staaten der Konföderation noch nicht wieder in die Union aufgenommen worden. Zwischen Januar und Juli 1870 wurden mit Virginia, Mississippi, Texas und Georgia diese letzten ehemaligen Sezessionsstaaten wieder in die Union eingegliedert und mit Kongressvertretungen versehen. Damit gab es dann die volle Zahl von 37 US-Bundesstaaten mit Kongressvertretungen. Die Sitzverteilung im Repräsentantenhaus basierte auf der Volkszählung von 1860.

## Wichtige Ereignisse
Siehe auch 1869 1870 und 1871
- 4. März 1869: Beginn der Legislaturperiode des 41. Kongresses. Gleichzeitig wird der ebenfalls im November 1868 gewählte Ulysses S. Grant in sein neues Amt als US-Präsident eingeführt. Er löst Andrew Johnson ab.
- Während der gesamten Legislaturperiode gehen die Indianerkriege weiter. Darüber hinaus geht auch noch die Reconstruction Zeit weiter.
- 10. Mai 1869: Fertigstellung der First Transcontinental Railroad
- 10. Dezember 1869: Im Wyoming-Territorium erhalten Frauen das Wahlrecht. Damit ist das Territorium weltweit eines der ersten Gebiete, in dem das Frauenwahlrecht  eingeführt wird. Am 12. Februar 1870 schließt sich das Utah-Territorium diesem Schritt an.
- 3. Februar 1870: Ratifizierung des 15. Zusatzartikel zur Verfassung der Vereinigten Staaten. Das Wahlrecht wird auf Afroamerikaner einschließlich der ehemaligen Sklaven ausgeweitet.
- 25. Februar 1870: Mit Hiram Rhodes Revels zieht erstmals ein Afroamerikaner in den US-Senat ein. Er vertritt den gerade wieder zugelassenen Staat Mississippi.
- November 1870: Bei den Kongresswahlen verteidigen die Republikaner ihre Mehrheiten in beiden Kammern.

## Die wichtigsten Gesetze
In den Sitzungsperioden des 42. Kongresses wurden unter anderem folgende Bundesgesetze verabschiedet (siehe auch: Gesetzgebungsverfahren):
- 18. März 1869: Public Credit Act of 1869
- 31. Mai 1870: Enforcement Act of 1870
- 22. Juni 1870:  Das Gesetz zur offiziellen Gründung des Justizministeriums der Vereinigten Staaten
- 12. Juli 1870: Currency Act of 1870
- 14. Juli 1870: Funding Act of 1870

## Zusammensetzung nach Parteien

### Senat
- Demokratische Partei: 9
- Republikanische Partei: 57
- Sonstige: 0
- Vakant: 8 (Senatoren der 4 damals noch nicht wieder aufgenommenen Staaten)

Gesamt: 74 Stand bei Beginn der Legislaturperiode ohne die vier 1870 aufgenommenen Staaten. 
- Demokratische Partei: 12
- Republikanische Partei: 62
- Sonstige: 0
- Vakant: 0

Gesamt: 74 Stand am Ende der Legislaturperiode mit den vier 1870 aufgenommenen Staaten.

### Repräsentantenhaus
- Demokratische Partei: 65
- Republikanische Partei: 150
- Sonstige: 0
- Vakant: 28 (Abgeordnete aus den vier erst im Jahr 1870 wieder aufgenommenen Staaten)

Gesamt: 243 Stand bei Beginn der Legislaturperiode ohne die vier 1870 aufgenommenen Staaten.
- Demokratische Partei: 67
- Republikanische Partei: 171
- Sonstige: 5
- Vakant: 0

Gesamt: 243 Stand am Ende der Legislaturperiode mit den vier 1870 aufgenommenen Staaten.
Außerdem gab es noch neun nicht stimmberechtigte Kongressdelegierte.

## Amtsträger

### Senat
- Präsident des Senats: Schuyler Colfax (R)
- Präsident pro tempore: Henry B. Anthony (R)

### Repräsentantenhaus
- Sprecher des Repräsentantenhauses: James G. Blaine (R)

## Senatsmitglieder
Im 41. Kongress vertraten folgende Senatoren ihre jeweiligen Bundesstaaten:
| Alabama - 2. Willard Warner (R) - 3. George E. Spencer (R) Arkansas - 2. Alexander McDonald (R) - 3. Benjamin F. Rice (R) Kalifornien - 1. Eugene Casserly (D) - 3. Cornelius Cole (R) Connecticut - 1. William Alfred Buckingham (R) - 3. Orris S. Ferry (R) Delaware - 1. James A. Bayard (D) - 2. Willard Saulsbury (D) Florida - 1. Adonijah Welch (R) - 3. Thomas W. Osborn (R) Georgia - 2. Homer V. M. Miller (D) ab dem 24. Februar 1871 - 3. Joshua Hill (R) ab dem 1. Februar 1871 Illinois - 2. Richard Yates (R) - 3. Lyman Trumbull (R) Indiana - 1. Daniel D. Pratt (R) - 3. Oliver Morton (R) Iowa - 2. James W. Grimes (R) bis zum 6. Dezember 1869 - James B. Howell (R) ab dem 18. Januar 1870 - 3. James Harlan (R) Kansas - 2. Edmund Gibson Ross (R) - 3. Samuel C. Pomeroy (R) Kentucky - 2. Thomas C. McCreery (D) - 3. Garrett Davis (D) Louisiana - 2. John S. Harris (R) - 3. William P. Kellogg (R) Maine - 1. Hannibal Hamlin (R) - 2. William P. Fessenden (R) bis zum 8. September 1869 - Lot M. Morrill (R) ab dem 30. Oktober 1869 Maryland - 1. William Thomas Hamilton (D) - 3. George Vickers (D) Massachusetts - 1. Charles Sumner (R) - 2. Henry Wilson (R) Michigan - 1. Zachariah Chandler (R) - 2. Jacob M. Howard (R) Minnesota - 1. Alexander Ramsey (R) - 2. Daniel Sheldon Norton (R) bis zum 13. Juli 1870 - William Windom (R) vom 15. Juli 1870 bis zum 22. Januar 1871 - Ozora Pierson Stearns (R) ab dem 22. Januar 1871 Mississippi - 1. Hiram Rhodes Revels (R) ab dem 23. Februar 1870 - 2. Adelbert Ames (R) ab dem 23. Februar 1870 | Missouri - 1. Carl Schurz (R) - 3. Charles D. Drake (R) bis zum 19. Dezember 1870 - Daniel T. Jewett (R) vom 19. Dezember 1870 bis zum 20. Januar 1871 - Francis Blair (R) ab dem 20. Januar 1871 Nebraska - 1. Thomas Tipton (R) - 2. John M. Thayer (R) Nevada - 1. William M. Stewart (R) - 3. James W. Nye (R) New Hampshire - 2. Aaron H. Cragin (R) - 3. James W. Patterson (R) New Jersey - 1. John P. Stockton (D) - 2. Alexander G. Cattell (R) New York - 1. Reuben Fenton (R) - 3. Roscoe Conkling (R) North Carolina - 2. Joseph Carter Abbott (R) - 3. John Pool (R) Ohio - 1. Allen G. Thurman (R) - 3. John Sherman (R) Oregon - 2. George H. Williams (R) - 3. Henry W. Corbett (R) Pennsylvania - 1. John Scott (R) - 3. Simon Cameron (R) Rhode Island - 1. William Sprague (R) - 2. Henry B. Anthony (R) South Carolina - 2. Thomas J. Robertson (R) - 3. Frederick A. Sawyer (R) Tennessee - 1. William Gannaway Brownlow (R) - 2. Joseph S. Fowler (R) Texas - 1. James W. Flanagan (R) ab dem 30. März 1870 - 2. Morgan C. Hamilton (R) ab dem 31. März 1870 Vermont - 1. George F. Edmunds (R) - 3. Justin Smith Morrill (R) Virginia - 1. John F. Lewis (R) ab dem 26. Januar 1870 - 2. John W. Johnston (D) ab dem 26. Januar 1870 West Virginia - 1. Arthur I. Boreman (R) - 2. Waitman T. Willey (R) Wisconsin - 1. Matthew H. Carpenter (R) - 3. Timothy Otis Howe (R) |

## Mitglieder des Repräsentantenhauses
Folgende Kongressabgeordnete vertraten im 41. Kongress die Interessen ihrer jeweiligen Bundesstaaten:
| Alabama 6 Wahlbezirke - 1. Alfred Eliab Buck (R) - 2. Charles Waldron Buckley (R) - 3. Robert Stell Heflin (R) - 4. Charles Hays (R) - 5. Peter Myndert Dox (D) - 6. William Crawford Sherrod (D) Arkansas 3 Wahlbezirke - 1. Logan Holt Roots (R) - 2. Anthony A.C. Rogers (D) - 3. Thomas Boles (R) Kalifornien 3 Wahlbezirke - 1. Samuel Beach Axtell (D) - 2. Aaron Augustus Sargent (R) - 3. James Augustus Johnson (D) Connecticut 4 Wahlbezirke - 1. Julius L. Strong (R) - 2. Stephen Wright Kellogg (R) - 3. Henry H. Starkweather (R) - 4. William Henry Barnum (D) Delaware Staatsweite Wahl - Benjamin T. Biggs (D) Florida Staatsweit - Charles Memorial Hamilton (R) Georgia 7 Wahlbezirke - 1. William W. Paine (D) ab dem 22. Dezember 1870 - 2. Richard H. Whiteley (R) ab dem 22. Dezember 1870 - 3. Marion Bethune (R) ab dem 22. Dezember 1870 - 4. Jefferson F. Long (R) ab dem 16. Januar 1871 - 5. Stephen A. Corker (D) ab dem 24. Januar 1871 - 6. William P. Price (D) ab dem 22. Dezember 1870 - 7. Pierce Young (D) ab dem 22. Dezember 1870 Illinois 13 Wahlbezirke plus einen staatsweitgewählten Abgeordneten - 1. Norman B. Judd (R) - 2. John F. Farnsworth (R) - 3. Elihu B. Washburne (R) bis zum 6. März 1869 - Horatio C. Burchard (R) ab dem 6. Dezember 1869 - 4. John B. Hawley (R) - 5. Ebon C. Ingersoll (R) - 6. Burton C. Cook (R) - 7. Jesse Hale Moore (R) - 8. Shelby Moore Cullom (R) - 9. Thompson W. McNeely (D) - 10. Albert G. Burr (D) - 11. Samuel S. Marshall (D) - 12. John B. Hay (R) - 13. John M. Crebs (D) - 14. John A. Logan (R) Staatsweit gewählt Indiana 11 Wahlbezirke - 1. William E. Niblack (D) - 2. Michael C. Kerr (D) - 3. William S. Holman (D) - 4. George Washington Julian (R) - 5. John Coburn (R) - 6. Daniel W. Voorhees (D) - 7. Godlove Stein Orth (R) - 8. James Noble Tyner (R) - 9. John P. C. Shanks (R) - 10. William Williams (R) - 11. Jasper Packard (R) Iowa 6 Wahlbezirke - 1. George Washington McCrary (R) - 2. William Smyth (R) bis zum 30. September 1870 - William P. Wolf (R) ab dem 6. Dezember 1870 - 3. William B. Allison (R) - 4. William Loughridge (R) - 5. Francis W. Palmer (R) - 6. Charles Pomeroy (R) Kansas Staatsweite Wahl - Sidney Clarke (R) Kentucky 9 Wahlbezirke - 1. Lawrence S. Trimble (D) - 2. William N. Sweeney (D) - 3. Jacob Golladay (D) bis zum 28. Februar 1870 - Joseph Horace Lewis (D) ab dem 10. Mai 1870 - 4. J. Proctor Knott (D) - 5. Boyd Winchester (D) - 6. Thomas Laurens Jones (D) - 7. James B. Beck (D) - 8. George Madison Adams (D) - 9. John McConnell Rice (D) Louisiana 5 Wahlbezirke - 1. J. Hale Sypher (R) ab dem 7. November 1870 - 2. Lionel Allen Sheldon (R) - 3. Chester Bidwell Darrall (R) - 4. Joseph P. Newsham (R) ab dem 23. Mai 1870 - 5. Frank Morey (R) Maine 5 Wahlbezirke - 1. John Lynch (R) - 2. Samuel P. Morrill (R) - 3. James G. Blaine (R) - 4. John A. Peters (R) - 5. Eugene Hale (R) Maryland 5 Wahlbezirke. - 1. Samuel Hambleton (D) - 2. Stevenson Archer (D) - 3. Thomas Swann (D) - 4. Patrick Hamill (D) - 5. Frederick Stone (D) Massachusetts 10 Wahlbezirke - 1. James Buffinton (R) - 2. Oakes Ames (R) - 3. Ginery Twichell (R) - 4. Samuel Hooper (R) - 5. Benjamin Franklin Butler (R) - 6. Nathaniel Prentiss Banks (R) - 7. George S. Boutwell (R) bis zum 12. März 1869 - George M. Brooks (R) ab dem 2. November 1869 - 8. George Frisbie Hoar (R) - 9. William B. Washburn (R) - 10. Henry L. Dawes (R) Michigan 6 Wahlbezirke - 1. Fernando C. Beaman (R) - 2. William L. Stoughton (R) - 3. Austin Blair (R) - 4. Thomas W. Ferry (R) bis zum 3. März 1871 - 5. Omar D. Conger (R) - 6. Randolph Strickland (R) Minnesota 2. Wahlbezirke - 1. Morton S. Wilkinson (R) - 2. Eugene McLanahan Wilson (D) Mississippi 5 Wahlbezirke - 1. George E. Harris (R) ab dem 23. Februar 1870 - 2. Joseph L. Morphis (R) ab dem 23. Februar 1870 - 3. Henry W. Barry (R) ab dem 23. Februar 1870 - 4. George C. McKee (R) - 5. Legrand W. Perce (R) ab dem 23. Februar 1870 Missouri 9 Wahlbezirke - 1. Erastus Wells (D) - 2. Gustavus A. Finkelnburg (R) - 3. James Robinson McCormick (D) - 4. Sempronius H. Boyd (R) - 5. Samuel Swinfin Burdett (R) - 6. Robert T. Van Horn (R) - 7. Joel Funk Asper (R) - 8. John F. Benjamin (R) - 9. David Patterson Dyer (R) Nebraska Staatsweite Wahl - John Taffe (R) Nevada Staatsweite Wahl - Thomas Fitch (R) New Hampshire 3 Wahlbezirke - 1. Jacob Hart Ela (R) - 2. Aaron Fletcher Stevens (R) - 3. Jacob Benton (R) New Jersey 5 Wahlbezirke - 1. William Moore (R) - 2. Charles Haight (D) - 3. John T. Bird (D) - 4. John Hill (R) - 5. Orestes Cleveland (D) | New York 31 Wahlbezirke. - 1. Henry Augustus Reeves (D) - 2. John G. Schumaker (D) - 3. Henry Warner Slocum (D) - 4. John Fox (D) - 5. John Morrissey (D) - 6. Samuel S. Cox (D) - 7. Hervey C. Calkin (D) - 8. James Brooks (D) - 9. Fernando Wood (D) - 10. Clarkson Nott Potter (D) - 11. George Woodward Greene (D) bis zum 17. Februar 1870 - Charles Van Wyck (R) ab dem 17. Februar 1870 - 12. John H. Ketcham (R) - 13. John Ashley Griswold (D) - 14. Stephen L. Mayham (D) - 15. Adolphus H. Tanner (R) - 16. Orange Ferriss (R) - 17. William A. Wheeler (R) - 18. Stephen Sanford (R) - 19. Charles Knapp (R) - 20. Addison H. Laflin (R) - 21. Alexander H. Bailey (R) - 22. John C. Churchill (R) - 23. Dennis McCarthy (R) - 24. George W. Cowles (R) - 25. William H. Kelsey (R) - 26. Giles W. Hotchkiss (R) - 27. Hamilton Ward (R) - 28. Noah Davis (R) bis zum 15. Juli 1870 - Charles H. Holmes (R) ab dem 6. Dezember 1870 - 29. John Fisher (R) - 30. David S. Bennett (R) - 31. Porter Sheldon (R) North Carolina 7 Wahlbezirke - 1. Clinton L. Cobb (R) - 2. David Heaton (R) bis zum 25. Juni 1870 - Joseph Dixon (R) ab dem 5. Dezember 1870 - 3. Oliver H. Dockery (R) - 4. John T. Deweese (R) bis zum 28. Februar 1870 - John Manning Jr. (D) ab dem 7. Dezember 1870 - 5. Israel G. Lash (R) - 6. Francis Edwin Shober (D) - 7. Alexander H. Jones (R) Ohio 19 Wahlbezirke - 1. Peter W. Strader (D) - 2. Job Evans Stevenson (R) - 3. Robert Cumming Schenck (R) bis zum 5. Januar 1871 - 4. William Lawrence (R) - 5. William Mungen (D) - 6. John Armstrong Smith (R) - 7. James J. Winans (R) - 8. John Beatty (R) - 9. Edward F. Dickinson (D) - 10. Truman H. Hoag (D) bis zum 5. Februar 1870 - Erasmus D. Peck (R) ab dem 23. April 1870 - 11. John Thomas Wilson (R) - 12. Philadelph Van Trump (D) - 13. George W. Morgan (D) - 14. Martin Welker (R) - 15. Eliakim H. Moore (R) - 16. John Bingham (R) - 17. Jacob A. Ambler (R) - 18. William H. Upson (R) - 19. James A. Garfield (R) Oregon Staatsweite Wahl - Joseph Showalter Smith (D) Pennsylvania 24 Wahlbezirke - 1. Samuel J. Randall (D) - 2. Charles O’Neill (R) - 3. John Moffet (D) bis zum 9. April 1869 - Leonard Myers (R) ab dem 9. April 1869 - 4. William D. Kelley (R) - 5. John Roberts Reading (D) bis zum 13. April 1870 - Caleb Newbold Taylor (R) ab dem 13. April 1870 - 6. John Dodson Stiles (D) - 7. Washington Townsend (R) - 8. James Lawrence Getz (D) - 9. Oliver James Dickey (R) - 10. Henry L. Cake (R) - 11. Daniel Myers Van Auken (D) - 12. George Washington Woodward (D) - 13. Ulysses Mercur (R) - 14. John Black Packer (R) - 15. Richard Jacobs Haldeman (D) - 16. John Cessna (R) - 17. Daniel Johnson Morrell (R) - 18. William Hepburn Armstrong (R) - 19. Glenni William Scofield (R) - 20. Calvin Willard Gilfillan (R) - 21. John Covode (R) Vom 9. Februar 1870 bis zum 11. Januar 1871 - 22. James Scott Negley (R) - 23. Darwin Phelps (R) - 24. Joseph Benton Donley (R) Rhode Island 2 Wahlbezirke - 1. Thomas Jenckes (R) - 2. Nathan Dixon (R) South Carolina 4 Wahlbezirke - 1. Benjamin F. Whittemore (R) bis zum 24. Februar 1870 - Joseph Hayne Rainey (R) ab dem 12. Dezember 1870 - 2. Christopher C. Bowen (R) - 3. Solomon L. Hoge (R) ab dem 8. April 1869 - 4. Alexander S. Wallace (R) ab dem 27. Mai 1870 Tennessee 8 Wahlbezirke - 1. Roderick R. Butler (R) - 2. Horace Maynard (R) - 3. William Brickly Stokes (R) - 4. Lewis Tillman (R) - 5. William Farrand Prosser (R) - 6. Samuel Mayes Arnell (R) - 7. Isaac Roberts Hawkins (R) - 8. William Jay Smith (R) Texas 4 Wahlbezirke - 1. George W. Whitmore (R) ab dem 31. März 1870 - 2. John C. Conner (D) ab dem 31. März 1870 - 3. William Thomas Clark (R) ab dem 31. März 1870 - 4. Eduard Degener (R) ab dem 31. März 1870 Vermont 3 Wahlbezirke - 1. Charles W. Willard (R) - 2. Luke P. Poland (R) - 3. Worthington Curtis Smith (R) Virginia 8 Wahlbezirke - 1. Richard S. Ayer (R) ab dem 31. Januar 1870 - 2. James H. Platt (R) ab dem 26. Januar 1870 - 3. Charles H. Porter (R) ab dem 26. Januar 1870 - 4. George Booker (C= Conservative Party) ab dem 26. Januar 1870 - 5. Robert Ridgway (C) vom 27. Januar bis zum 16. Oktober 1870 - Richard Duke (C) ab dem 8. November 1870 - 6. William Milnes (C) ab dem 27. Januar 1870 - 7. Lewis McKenzie (C) ab dem 31. Januar 1870 - 8. James K. Gibson (C) ab dem 28. Januar 1870 West Virginia 3 Wahlbezirke - 1. Isaac H. Duval (R) - 2. James Clark McGrew (R) - 3. John Witcher (R) Wisconsin 6 Wahlbezirke - 1. Halbert E. Paine (R) - 2. Benjamin F. Hopkins (R) bis zum 1. Januar 1870 - David Atwood (R) ab dem 23. Februar 1870 - 3. Amasa Cobb (R) - 4. Charles A. Eldredge (D) - 5. Philetus Sawyer (R) - 6. Cadwallader C. Washburn (R) |

Nicht stimmberechtigte Mitglieder im Repräsentantenhaus:
- Arizona-Territorium: Richard Cunningham McCormick (D)
- Colorado-Territorium: Allen Alexander Bradford (R)
- Dakota-Territorium: Solomon L. Spink (R)
- Idaho-Territorium: Jacob K. Shafer (D)
- Montana-Territorium: James M. Cavanaugh (D)
- New-Mexico-Territorium: José Francisco Chaves (R)
- Utah-Territorium: William Henry Hooper (D)
- Washington-Territorium: Selucius Garfielde (R)
- Wyoming-Territorium: Stephen Friel Nuckolls (D) ab dem 6. Dezember 1869